# بخش ریگ
بخش ریگ یکی از بخش‌های شهرستان گناوه در استان بوشهر در جنوب کشور ایران است.

## تقسیمات کشوری
- بخش ریگ
  - دهستان رود حله

مرکز بخش: بندر ریگ

شهرها: بندر ریگ

## جمعیت
بنابر سرشماری مرکز آمار ایران، جمعیت بخش ریگ شهرستان گناوه در سال ۱۳۸۵ برابر با ۱۲٬۸۲۷ نفر بوده‌است.

## مردم
مردم این بخش لر می باشند عمداتا از طایفه حیات داوودی و به گویش لری جنوبی سخن می گویند.